# Kombinacja norweska na Mistrzostwach Świata w Narciarstwie Klasycznym 1978
Zawody w kombinacji norweskiej na XX Mistrzostwach Świata w Narciarstwie Klasycznym odbyły się w dniach 19–20 lutego 1978 w fińskim Lahti.

## Wyniki

### K 90/15 km
- Data: 20 lutego 1978

| Medal | Zawodnik              | Państwo   | Wynik  |
| ----- | --------------------- | --------- | ------ |
|       | Konrad Winkler        | NRD       | 435,24 |
|       | Rauno Miettinen       | Finlandia | 431,66 |
|       | Ulrich Wehling        | NRD       | 430,83 |
| 4     | Andreas Langer        | NRD       | 427,25 |
| 5     | Gunter Schmieder      | NRD       | 423,48 |
| 6     | Jurij Woronin         | ZSRR      | 418,40 |
| 7     | Tom Sandberg          | Norwegia  | 417,22 |
| 8     | Jouko Karjalainen     | Finlandia | 416,99 |
| 9     | Kazimierz Długopolski | Polska    | 415,31 |
| 10    | Arne Morten Granlien  | Norwegia  | 415,10 |
| 11    | Aleksandr Majorow     | ZSRR      | 410,45 |
| 12    | Stanisław Kawulok     | Polska    | 408,36 |
| 13    | Odd Arne Engh         | Norwegia  | 408,06 |
| 14    | Urban Hettich         | NRD       | 405,79 |
| 15    | Nikołaj Nogowicyn     | ZSRR      | 401,88 |